# 中原雄
中原 雄（なかはら たけし、1966年〈昭和41年〉11月10日 - ）は、日本の元バスケットボール選手、指導者。福岡県出身。アシスタントコーチとして福井ブローウィンズ所属。

## 来歴
福岡大学附属大濠高等学校から専修大学を経て、1989年にいすゞ自動車に入社。主将としてリーグ4連覇に導く。
1999年に現役引退。母校・専修大学のアシスタントコーチに就任。2004年にヘッドコーチ昇格。大学史上初のインカレ制覇などに導く。2018年退任。
2020年、京都ハンナリーズテクニカルアドバイザー就任。
2023年、京都のTAを退任し、福井ブローウィンズのACに就任。
楽天TVのNBA解説者としても活動している。